# Ищван Холош
Ищван Холош (на унгарски: Hollós István) е унгарски лекар, психиатър и психоаналитик, един от основателите на Унгарското психоаналитично общество (под името Психоаналитично общество на Будапеща).

## Биография
Роден е през 1872 година в Будапеща, Австро-Унгария, в семейството на еврейски шивач. Първоначално учи медицина в Кралското училище в Будапеща. Около 1900 г. се запознава с Шандор Ференци и заедно с него участва в основаването на Психоаналитичната асоциация на Будапеща през 1913. Започва да работи като аналитик, като след това преминава кратка анализа при Фройд през 1918 г. Тази анализа е последвана от контролна анализа с Пол Федерн във Виена. В периода 1933 – 1939 Ищван Холош е президент на Унгарското психоаналитично общество.
Работи като директор на клиниката „Липотмецо“, известна още като „Жълтата къща“. Превежда редица книги на Фройд като „Тълкуване на сънищата“ през 1917 г., но публикувана през 1934 – 1935 от Сомлоин. След това "„Аз и То“, с помощта на Геза Дук през 1937 г.
Измъква се от нацистите през 1944 г. с помощта на шведския дипломат Раоул Валенберг.
Умира на 2 февруари 1957 година в Будапеща на 85-годишна възраст.

## Кратка библиография
- Hollós, István. (1914). Egy versmondo betegröl. Nyugat, 8, p. 333 – 340.
- Hollós, István. (1919). Die Phasen des Selbstbewusstseinsaktes. Internationale Zeitschrift für Psychoanalyse, 5, p. 93 – 101.
- Hollós, István. (1927). Mes adieuxà la Maison jaune. Le Coq-Héron, 100, 1986.
- Hollós, István. (1933). Psychopathologie alltäglicher telepathischer Erscheinungen. Imago, 19, 529 – 546.